# Ulica Babina w Kaliszu
Ulica Babina – ulica w Śródmieściu Kalisza, w obrębie historycznego Warszawskiego Przedmieścia, przebiegająca od skrzyżowania Placu Jana Kilińskiego i Placu Jana Pawła II, wzdłuż Plant do ulicy Wodnej. W całości jednokierunkowa, ruch odbywa się z centrum miasta.

## Historia
Nazwa ulicy przyjęła się na początku XIX wieku, kiedy na rogu Placu Jana Kilińskiego istniał szpital wraz z kościołem pw. Św. Ducha, będący w tamtych czasach miejscem schronienia dla ludzi starszych, a zwłaszcza bezdomnych kobiet, zajmujących się żebractwem, nazywanych potocznie babami lub babinami. 
Po zburzeniu szpitala i przyszpitalnego kościoła przez Prusaków, wytyczono wzdłuż rzeki nową ulicę o nazwie Babina. W szpitalu pw. Św. Ducha lekarzem był Ludwik Perzyna, autor licznych medycznych podręczników, wydawanych w Kaliszu – jego imię nosi obecnie Wojewódzki Szpital Zespolony w Kaliszu. 
W 1801 roku z inicjatywy Wojciecha Bogusławskiego, na rogu ul. Babinej i pl. Kilińskiego wybudowano pierwszy w Kaliszu budynek teatralny z drewna i muru pruskiego. Wnętrze zdobił malarz teatralny Antoni Smuglewicz. Budynek został rozebrany w 1817 roku. 

## Zabytki
Obiekty wpisane do rejestru zabytków nieruchomych województwa wielkopolskiego:
- dom Przechadzkich (ul. Babina 1) – klasycystyczny budynek, wybudowany po 1820 roku, wg projektu Sylwestra Szpilowskiego[4];
- dom z 1820 roku (ul. Babina 2) – w latach 1901–1904 na pensji Heleny Semadeniowej przy ul. Babinej 2 uczyła się Maria Dąbrowska[5];
- dom z 1820 roku (ul. Babina 9);
- koszary Godebskiego (ul. Babina 16) – klasycystyczny budynek dawnych koszar Legii Nadwiślańskiej z początku XIX wieku, wzniesiony dla 8 pułku armii Księstwa Warszawskiego (dowódcą pułku był Cyprian Godebski)[4].

## Komunikacja
Na ulicy Babina znajdują się dwa przystanki:
- Babina 01
- Nowy Rynek Babina 06

Na wyżej wymienionych przystankach zatrzymują się linie autobusowe Kaliskich Linii Autobusowych:
- 1 (Leśna Winiary - Wyszyńskiego Słoneczna),
- 1A (Opatówek - Wyszyńskiego Słoneczna),
- 1B (Tłokinia Wielka/Opatówek - Wyszyńskiego Słoneczna),
- 2 (Poznańska Kampus PWSZ - Wyszyńskiego Słoneczna),
- 3A (Szałe - Wyszyńskiego Słoneczna),
- 3B (Wolica Szpital - Wyszyńskiego Słoneczna),
- 3C (Romańska - Wyszyńskiego Słoneczna),
- 3D (Wyszyńskiego Słoneczna - Żydów - Wyszyńskiego Słoneczna),
- 5 (Wyszyńskiego Słoneczna - Pucka Szpital),
- 6 (Pólko - Elektryczna Pratt & Whitney),
- 10 (Lubelska Winiary - Wyszyńskiego Słoneczna) (Linia nocna),
- 13 (Długa Pętla - Skłodowskiej-Curie Wojska Polskiego),
- 19E (Majkowska Medix - Ostrów Wielkopolski Dworzec PKP/Centrum przesiadkowe łącznik),
- 22 (Godebskiego Pętla - Wyszyńskiego).